# Ратнавиця
Ратнавиця (пол. Ratnawica) — лемківське село в Польщі, у гміні Буківсько, Сяноцького повіту Підкарпатського воєводства. Населення — 4 особи (2011).

## Розташування
Місцевість знаходиться в гміні Буківсько, Сяноцького повіту в Підкарпатському воєводстві. Розташоване в пасмі гір Західних Бескидів, недалеко від кордону зі Словаччиною та Україною.

## Історія
Село до 1340 року входило до оборонної системи Сяніка, що й засвідчує назва. Закріпачене князем Юрієм II Болеславом як службове село граду (фортеці) Сянік. У 1340—1772 роках село входило до складу Сяноцької землі Руського воєводства Речі Посполитої. З 1772 до 1918 року — у межах Сяноцького повіту Королівства Галичини та Володимирії монархії Габсбургів (з 1867 року Австро-Угорщини).
У 1898 році в селі (площа — 2,94 км²) в 35 будинках мешкало 214 осіб.
У 1939 році в селі проживало 220 мешканців, з них 215 українців і 5 поляків. Село входило до Сяніцького повіту Львівського воєводства.
У 1975—1998 роках село належало до Кросненського воєводства.

## Демографія
Демографічна структура станом на 31 березня 2011 року:
|          | Загалом | Допрацездатний вік | Працездатний вік | Постпрацездатний вік |
| -------- | ------- | ------------------ | ---------------- | -------------------- |
| Чоловіки | 2       | 0                  | 1                | 1                    |
| Жінки    | 2       | 0                  | 0                | 2                    |
| Разом    | 4       | 0                  | 1                | 3                    |

## Церква
У 1670 році збудовано церкву. 1881 року збудована нова церква святого Миколая. Належала до парафії Волиця Буківського деканату Перемишльської єпархії УГКЦ, налічувала 190 парафіян (у 1936 році), метричні книги велися з 1784 року.

## Сучасність
Після депортації українців під час операції «Вісла» село припинило існування.